# Natan Bernardo de Souza
Natan Bernardo de Souza (* 6. Februar 2001 in Itapecerica da Serra im brasilianischen Bundesstaat São Paulo; auch kurz Natan bzw. Natan de Souza genannt) ist ein brasilianischer Fußballspieler. Er steht seit August 2023 beim italienischen Fußballverein SSC Neapel unter Vertrag und aktuell ist an die Betis Sevilla ausgeliehen.

## Karriere
Natan ist ein 1,85 Meter großer Abwehrspieler. Er spielt als technisch versierter schneller Linksfüßer primär in der Innenverteidigung als linker Innenverteidiger und in seiner Junioren-Karriere spielte er auch als linker Außenverteidiger. Gemäß dem brasilianischen Nachrichtenportal Esporte News Mundo und einem Autor des Wirtschaftsmagazins Forbes zählen zu seinen fußballerischen Stärken sein Stellungs-, Kopfballspiel, seine physische Stärke und Vorwärtsbewegung aus der Defensive. Des Weiteren weist er als Defensivspieler reichlich Karriere-Erfahrung in Spielsystemen mit defensiven Dreierkette und Viererkette auf. Zu seinen Schwächen zählen sein übersteigertes Grätsch-Willen in der Defensive.

### Vereine

#### Nachwuchs
Natan begann und verbrachte seine ganze Junioren-Karriere im Südosten Brasiliens bei den Vereinen Escolinha da Associação Esportiva e Recreativa Tubarão (AERT), Rio Branco FC, Porto Vitória FC, AA Ponte Preta und Flamengo Rio de Janeiro. Zu Flamengo Rio de Janeiro wechselte er 2017 mit 16 Jahren anfänglich in die U17-Junioren-Abteilung und wurde schnell zum Stammspieler und wurde auch zum Mannschaftskapitän ernannt. Im Folgejahr trug er bei den Flamengo-U17-Junioren als Schlüsselspieler zum Sieg der U17-Ausgabe des Copa do Brasil bei.
Bei der U20-Mannschaft Flamengos gehörte er mit 18 Jahren bereits zu den Schlüsselspielern der Mannschaft an. Mit der U20-Mannschaft gewann er einige Wettbewerbe Brasiliens, der U20-Ausgaben von der Staatsmeisterschaft von Rio de Janeiro, Campeonato Brasileiro de Futebol und Supercopa do Brasil. In der U20-Campeonato-Brasileiro 2019 gehörte Natan zu den Schlüsselspielern und beendete mit der Mannschaft die Meisterschafts-Vorrunde als Dritter und mit den wenigsten Spielniederlagen. Darauffolgenden Meisterschafts-Playoffs trug er in sechs Playoff-Spielen mit vier Spieleinsätzen zu drei gegentorlosen Spielen bei, davon eins im Playoff-Final-Rückspiel.

#### Profi
Bei Flamengo Rio de Janeiro stieg Natan mit 19 Jahren im Südfrühling 2020 zum Profispieler auf, indem er erstmals in der Flamengo-Profimannschaft in einem Ligaspiel eingesetzt wurde. Nach seinem Profispieldebüt gehörte er zum Stammkader an und adaptierte sich sehr gut ein, dabei kam er häufig bis in den Januar 2021 in der Startformation zum Einsatz vor allem unter dem Cheftrainer Domènec Torrent. Unter dem Nachfolge-Cheftrainer Rogério Ceni kam Natan ab Südsommer 2020/21 seltener zum Einsatz und fungierte im Série-A-Saison-2020-Schlussspurt vor allem als potenzialer Einwechselspieler. Am Saisonende 2020 wurde er mit seiner Mannschaft knapp mit einem Punktvorsprung brasilianischer Meister, die Saison endete pandemiebedingt verspätet erst im Februar 2021.
Während Taça Guanabara 2021 wechselte Natan im März 2021 zur Campeonato Brasileiro Série A 2021 auf Leihbasis zum Ligakontrahenten Red Bull Bragantino. Im Verlauf der Série A 2021 gehörte Natan mit 20 Jahren zum Stammkader an und wechselnd zwischen den Rollen des Startformations- und Reservebankspielers, wobei Red Bull Bragantino ihn verpflichtend nach 20 Einsätzen im Oktober 48 Prozent der Transferrechte von Natan / Flamengo fest abkaufte und wurden Mehrheitseigner. Daraufhin wechselte Natan Anfang 2022 zur Folgesaison fest zu Red Bull Bragantino. Im Verlauf der Campeonato Brasileiro Série A 2022 entwickelte sich Natan ab Mai 2022 zum unangefochtenen Startformationsspieler, womit er zum festen Bestandteil der Defensive von Red Bull Bragantino wurde. Nebenbei galt Natan mit 21 Jahren während der Saison 2022 als vielversprechendes Fußballtalent mit Nationalspieler-Potenzial, wofür sich mehrere italienische Erstligisten an ihm interessierten und dabei lehnte Red Bull Bragantino ein Transferangebot ab.
2023 nahm er als Stammspieler unter dem Cheftrainer Pedro Caixinha an der vorsaisonalen Staatsmeisterschaft von São Paulo teil und erreichte mit seiner Mannschaft als Gruppensieger die Finalrunde, dort erreichten sie das Halbfinale. Danach wechselte Natan im August 2023 während der Campeonato Brasileiro Série A 2023 für 10 Millionen Euro Ablöse zur italienischen Saison 2023/24 zum amtierenden Meister SSC Neapel, er soll bei den Neapolitanern den Abgang von Kim Min-jae kompensieren. Im Folgemonat etablierte sich Natan als Stammspieler und primär in der Startformation. Er entwickelte sich zu den leistungstechnisch auffälligen Defensivspielern der Mannschaft, wofür er im Oktober von den Neapolitaner zum Spieler des Monats des vergangenen Monats gewählt wurde. Im Dezember erlitt er im Ligaspiel eine Schulterverletzung durch eine Luxation und fiel mehrere Wochen aus.
Zur Saison 2024/25 wechselte er leihweise nach Spanien zu Betis Sevilla.

### Nationalmannschaft
Im November 2020 wurde Natan in die brasilianische U20-Nationalmannschaft des brasilianischen Fußballverbands Confederação Brasileira de Futebol (CBF) nominiert, für ein südamerikanisches Vorbereitungsturnier im Folgemonat und dies sollte als Vorbereitung für die im Februar 2021 geplante U20-Südamerikameisterschaft 2021 fungieren. Dieses Nationalmannschafts-Engagement wurde durch Natans Verein Flamengo Rio de Janeiro per Freistellungsantrag bei CBF behindert, Flamengo benötigte ihn als Stammspieler für den Série-A-Ligaspielbetrieb. Aufgrund der COVID-19-Pandemie wurde von CONMEBOL das U20-Endturnier abgesagt, somit verblieb bisher sein Nationalmannschafts-Engagement verwehrt.

## Erfolge
- Mit Flamengo Rio de Janeiro
  - U17- und U20-Mannschaft (2017–2020)[10]
    - Brasilianischer U17-Pokalsieger: 2018
    - Sieger des U20-Torneio-Otávio-Pinto-Guimarães: 2019
    - U20-Staatsmeister von Rio de Janeiro: 2019
    - Brasilianischer U20-Meister: 2019
    - Brasilianischer U20-Supercup-Sieger: 2019
    - U20-Copa-Libertadores: Dritter 2020

  - Profimannschaft (2020–2021)[10]
    - Staatsmeisterschaft von Rio de Janeiro
      - Sieger Taça Guanabara: 2020 (ohne Einsatz); 2021 1
      - Staatsmeister: 2020 (ohne Einsatz);[17] 2021 1

    - Brasilianischer Meister: 2020

- Mit Red Bull Bragantino (2021–2023)
  - Copa Sudamericana: Finalist 2021[17]

- Individuell
  - Spieler des Monats von SSC Neapel (Fan-Wahl): September 2023[22]